# Хиралност
Хиралността е свойство на асиметрията, важно в няколко клона на науката. Думата хиралност произлиза от гръцката χειρ – ръка, познат хирален обект.
Един обект или система е хирална, ако се различава от огледалния си образ, т.е. не може да бъде насложена върху него. Обратно, огледален образ на ахирален обект, като сфера, не може да се разграничи от обекта. Хиралният обект и неговото огледално изображение се наричат енантиоморфни (на гръцки, „противоположни форми“) или, когато се отнасят до молекули, енантиомери. Не-хиралният обект се нарича ахирален (понякога и амфихирален) и може да бъде насложен върху огледалния му образ.
Терминът е използван за първи път от лорд Келвин през 1893 г.:

Аз наричам всяка геометрична фигура или група от точки „хирална“ и казвам, че притежава „хиралност“, ако нейният образ в плоско огледало ... не съвпада със себе си.
—Уилям Томпсън, лорд Келвин, The Molecular Tactics of a CrystalВ оригинал 
I call any geometrical figure, or group of points, 'chiral', and say that it has chirality if its image in a plane mirror, ideally realized, cannot be brought to coincide with itself.
Човешките ръце са може би най-известният пример за хиралност. Лявата ръка е не-наслагващо се огледално изображение на дясната ръка; но без значение как са ориентирани двете ръце, е невъзможно всичките им основни характеристики да съвпадат по всички оси. Тази разлика в симетрията става очевидна, ако някой се опита да стисне дясната ръка на човек, използвайки лявата си ръка, или ако лявата ръкавица е поставена на дясната ръка. Например, дясната обувка е различна от лявата обувка, а движение по посока на часовниковата стрелка е различно от такова обратно на часовниковата стрелка.

## Математика
В математиката една фигура е хирална (и се казва, че притежава хиралност), ако не може да бъде съвместена с огледалния си образ само чрез ротации и транслации. Хирална фигура и нейното огледално изображение се наричат енантиоморфни.Думата хиралност идва от гръцкото на старогръцки: χειρ (хеир) – „ръка“. Именно ръката е най-известният хирален обект. Думата енантиоморф идва от древногръцки на старогръцки: εναντιος (енантиос) – „противоположен“, и на старогръцки: μορφη (морфи) – „форма“. Нехирален обект се нарича ахирален или амфихирален.
винтовата линията (както и обекти с такава форма: винт, усукана прежда, тирбушон, витло и др.) и лентата на Мьобиус са триизмерни хирални обекти. Елементите на популярната видеоигра Тетрис с форма на J, L, S и Z също проявяват хиралност, но само в двумерното пространство (равнината).
Някои хирални триизмерни обекти, като например винт, могат да имат дясна или лява ориентация, според правилото на дясната ръка.

### Геометрия
В геометрията една фигура е ахирална, само ако нейната група на симетрия съдържа поне една ориентационно-реверсивна изометрия. Всяка фигура, която притежава ос на симетрия в две измерения, е ахирална и може да се покаже и обратното, че всяка ограничена ахирална фигура трябва да притежава ос на симетрия. Всяка фигура, която притежава равнина на симетрия или център на симетрия в три измерения, е ахирална. Съществуват обаче ахирални фигури, които не притежават равнина и център на симетрия. По отношение на точковите групи, хиралните фигури нямат rotation-reflection ос на въртене (Sn). Това означава, че те не могат да съдържат център на инверсия (i) или огледална равнина (σ). Хирални могат да бъдат само фигури, принадлежащи към точкови групи C1, Cn, Dn, T, O или I.

### Теория на възлите
Дори и най-простият възел има две конфигурации, които са огледални образи една на друга. Възелът се нарича ахирален, ако може да се трансформира в огледалния си образ, в противен случай се нарича хирален. Например, тривиалният възел и осморката са ахирални, докато трилистникът е хирален.

## Физика
Във физиката хиралност проявява спинът – вътрешната квантова характеристика на елементарна частица, като свойството ляво/дясно се определя от посоката, в която частицата се върти. Хиралността е присъща квантова характеристика, подобно на спина. Въпреки че хиралността и спиралността могат да бъдат леви/десни, те са идентични само в случай на частица без маса. По-специално за безмасова частица спиралността е същата като хиралността, докато за античастица двете имат противоположен знак.
Както хиралността, така и спиралността се отнасят до въртенето на частица, извършваща линейно движение, което може да се онагледи с правилото на дясната ръка. В зависимост от своето линейно и въртеливо движение частицата може да бъде определена като лява или дясна. Симетричната трансформация между двете се нарича четност. Инвариантността на четността при фермиона на Дирак се нарича „хирална симетрия“.

### Електромагнетизъм
Електромагнитните вълни могат да притежават свойството ляво/дясно, като това е свързано с тяхната поляризация. Поляризацията на електромагнитната вълна описва променящата се във времето посока и амплитуда на вектора на електрическото поле. Например, векторите на електрическото поле на ляво и дясно кръгово поляризирани вълни образуват в пространството противоположно ориентирани спирали.
Кръгово поляризираните вълни с противоположно свойство ляво/дясно се разпространяват с различна скорост (кръгово двойно лъчепречупване) и с различни загуби (кръгов дихроизъм) в среди, които се характеризират с хиралност на микро ниво. Феноменът е наречен оптична активност. Когато кръговото двойно лъчепречупване (което причинява въртене на поляризацията на електромагнитните вълни в хиралната среда) е достатъчно голямо, това може да доведе до отрицателен индекс на пречупване.
Докато оптичната активност се проявява в структури, които са хирални в три измерения (като винтова линия), концепцията за хиралност може да се приложи и към равнината. Двуизмерните хирални фигури, като плоските спирали, не могат да бъдат съвместени с огледалния си образ чрез транслация или въртене в равнината. Двуизмерната хиралност е свързана с насочената асиметрия при предаване (отражение и поглъщане) на кръгово поляризирани вълни. 
Хиралните огледала са клас метаматериали, които отразяват кръгово поляризирана светлина така, че запазват свойството ляво/дясно, като същевременно поглъщат светлината с противоположното свойство. Повечето поглъщащи хирални огледала обаче работят само в тясна честотна лента. С различен дизайн, който позволява на нежеланите вълни да преминават, вместо да бъдат абсорбирани, е възможно хиралните огледала да покажат добра широколентова производителност.

## Химия
В химията хиралността обикновено се отнася до молекулите. Хиралната молекула е вид молекула, която има две конфигурации, едната огледално изображение на оригинала. Най-често причината за това е наличието на асиметричен въглероден атом. Двете конфигурации на хиралната молекула се наричат енантиомери или оптични изомери и често се определят като „десни“ или „леви“. Когато нямат две конфигурации, молекулите са „ахирални“. Когато поляризирана светлина преминава през среда, съставена от хирални молекули, равнината на поляризация ще се завърти или по посока на часовниковата стрелка (надясно) или обратно на часовниковата стрелка (наляво) в зависимост от материала. Съответните означения са (Dextrorotary – D-дясновъртящо, също (+) или наляво (Levorotary – L-лявовъртящо, също (−)).
Тази D – L нотация за енантиомерите обаче не казва нищо за действителното пространствено подреждане (абсолютната конфигурация) на лигандите/съставните блокове около стереогенния център на молекулата. Друга номенклатура, използвана за визуализация на конфигурацията, е чрез проекцията на Фишер. Тя също използва нотацията D – L. Тук конфигурацията се определя чрез сравнение с D-(+)-глицералдехид и L-(-) – глицералдехид, приети за еталони. Този подход се използва широко в химията на захарите и за визуализиране на α-аминокиселини. Поради недостатъците на конвенцията на Фишер, тя е почти изцяло заменена с конвенцията на Кан-Инголд-Прелог, основана на даването на приоритети на съставните блокове, като означенията в нея са R- (дясно) и S- (ляво). Тя е допълнително разширена по отношение на цис-транс изомерите, чиято абсолютна конфигурация се означава с нотацията E-Z.
Молекулярната хиралност е от интерес за химиците поради приложението ѝ в стереохимията, неорганичната химия, органичната химия, физикохимията, биохимията и супрамолекулната химия. По-новите изследвания в областта на хиралната химия касаят разработването на неорганични наночастици с тетраедрална геометрия, подобна на въглеродните атоми със sp3 хибридизация на химичната връзка (традиционно свързвани с хиралните съединения), но в по-голям мащаб. Получени са също спирални и други симетрии на хирални наноматериали.

## Биология
Всички известни форми на живот показват специфични хирални свойства в химичните структури, както и макроскопичната си анатомия, развитие и поведение. Във всеки отделен организъм или еволюционна група, органите или поведението са в една и съща енантиоморфна форма. Отклонение към противоположната форма може да се срещне в малък брой химични съединения, или в даден орган или поведение, но тази вариация строго зависи от генетичния състав на организма. На химично ниво (в молекулярен мащаб) биологичните системи показват изключителна стерео специфичност, но ако съществуват два енантиомера на едно и също химично съединение, живите организми ги третират по драстично различни начини.
В биологията хиралността е общо свойство на аминокиселините и въглехидратите. Хиралните аминокиселини, произвеждащи протеини, които се транслират чрез рибозомата от генетичното кодиране, се срещат в L форма. Въпреки това, в природата се срещат също D-аминокиселини. Монозахаридите (въглехидратни единици) често се срещат в D-конфигурация. Спиралата на ДНК както всеки вид спирала е хирална, а В-формата на ДНК има десен завой.
Понякога, когато в организмите се открият два енантиомера на химично съединение, тези организми значително се различават по вкус, мирис и други белези. Например, (+)-карвон е отговорен за миризмата на маслото от кимион, докато (–)- карвон е отговорен за миризмата на джоджен. Въпреки това, често срещано погрешно схващане е, че (+)-лимоненът се намира в портокалите (причинявайки миризмата им), а (–)-лимоненът се намира в лимоните (причинявайки миризмата им). През 2021 г. след щателни експерименти е установено, че всички цитрусови плодове съдържат само (+)-лимонен и разликата в миризмата се дължи на други фактори.
При изкуствено създадени съединения, включително лекарства, двата енантиомера понякога показват забележителна разлика в ефекта от техните биологични действия. Дарвон (декстропропоксифен) е болкоуспокояващо средство, докато неговият енантиомер Новрад (левопропоксифен) е средство против кашлица. В случай на пенициламин, S-изомерът се използва при лечението на първичен хроничен артрит, докато R-изомерът няма терапевтичен ефект, а в допълнение е силно токсичен. В някои случаи по-слабо активният енантиомер може да причини странични ефекти. Например, S-напроксен е аналгетик, но R-изомерът причинява бъбречни проблеми. В такива ситуации, когато един от енантиомерите в рацемичната смес е активен, а другият има нежелан или токсичен ефект, се преминава от рацемично лекарство към енантиомерното лекарство („хирален превключвател“).
Естествено срещащата се растителна форма на алфа-токоферол (витамин Е) е РРР-α-токоферол, докато синтетичната форма (изцяло рацемична смес или DL-токоферол) е равна част от стереоизомерите РРР, РРС, РРС, СРС и СРС с прогресивно намаляваща биологична еквивалентност, така че 1,36 мг DL-токоферол се счита за еквивалентен на 1,0 мг D-токоферол.
Макроскопски примери за хиралност се срещат в растителното царство, животинското царство и всички други групи организми. Прост пример е посоката на навиване на всяко катерливо растение, което може да расте, като образува или лява, или дясна спирала.
В анатомията хиралността се среща в симетрията на несъвършения огледален образ на много видове животински тела. Организми като коремоногите проявяват хиралност в навитите си черупки, което води до асиметричен външен вид. Над 90% от видовете коремоноги имат декстрални (десни) черупки в навиването си, но малка част от видовете и родовете са почти винаги синистрални (леви). Много малко видове (например Amphidromus perversus) показват еднакъв брой декстрални и синистрални индивиди.
При хората хиралността (наричана още левичарство/десничарство) се определя от неравномерното разпределение на фините двигателни умения между лявата и дясната ръка. Човек, който е по-сръчен с дясната ръка, се нарича десничар, а този, който е по-опитен с лявата ръка, се казва левичар. Хиралност се наблюдава и в изследването на симетрията на лицето.
В случай на здравословно състояние, при което всички вътрешни органи са обърнати хоризонтално (т.е. сърцето е поставено леко надясно, вместо наляво), хиралността създава проблеми, ако пациентът се нуждае от трансплантация на черен дроб или сърце, тъй като тези органи са хирални, което означава, че кръвоносните съдове, които ги снабдяват, ще трябва да бъдат пренаредени, ако се трансплантира нормален орган.